# Пјаца Монте Магре (Виченца)
Пјаца Монте Магре је насеље у Италији у округу Виченца, региону Венето.
Према процени из 2011. у насељу је живело 30 становника. Насеље се налази на надморској висини од 363 м.